# ケーブルネットワーク桂川
ケーブルネットワーク桂川（ケーブルネットワークけいせん）は、福岡県嘉穂郡桂川町に本社を置くケーブルテレビ局。略称はCNK。

## 沿革
- 1989年（平成元年）11月 - 桂川町寿命区共同アンテナ組合設立、再送信開始。
- 1992年（平成4年）11月 - 桂川町瀬戸、吉隈3区にヘッドエンドを設置。
- 1993年（平成5年）8月 - 桂川町吉隈2区再送信開始。
- 1996年（平成8年）
  - 2月 - 株式会社ケーブルネットワーク桂川設立。
  - 4月 - 桂川町有線テレビジョン放送施設設置許可申請書提出。
  - 8月 - 桂川町有線テレビジョン放送施設設置許可申請書受理。
- 2016年（平成28年）4月 - インターネットサービス開始。

（出典）